# 2019冠狀病毒病疫情對女性教育的影響
2019冠狀病毒病疫情對女性教育产生相当大的影响，女性教育和女孩面臨的不平等社會規範以及特定形式的歧视有關。 2018 年，全球有 1.3 億女孩離開學校，只有三分之二的女孩接受中等教育。 2019冠狀病毒病疫情可能会加深此差距，並可能威脅超過 1100 万名女孩的教育。此外，女孩也較不容易上網和進行線上学习。
世界某些地区，许多障碍持續阻碍少女接受教育，包括持续存在的不平等性别规范。这导致教育較偏好於男孩、学校环境中的性暴力和性别暴力、限制性健康和生殖健康及其权利、童婚和少女懷孕、限制少女的行动自由以及藉由无偿照料和家务劳动给他们带来负担。缺乏足够的基础设施，尤其是学校的卫生设施，也阻礙他们接受教育。
隨著经济、政治、安全或健康危机爆发，教育会受到严重影响，尤其是女孩的教育。教育也是社会重建和社會永續发展解决方案的關鍵部分。

## 学校停课的不利后果

### 輟学風險
联合国教科文组织估计，超過 1100 万女学生面临辍学的风险。 在低收入和中等收入国家，估计数字更高，有多達 2000 万女孩和年轻女性面臨輟學風險。
很难预测 COVID-19 对重返校园的女孩的影响。马拉拉女童受教育权基金会估计，低收入和中等收入国家还有 2000 万中学适龄女童可能失学。世界银行估计，700万中小学生面临辍学风险，失学人口增加2%。救助儿童会估计，由于儿童贫困程度增加，有 700萬至 970 万儿童面临辍学风险。
尽管具体数字尚不确定，但很明显，因2019冠狀病毒病疫情关闭学校，将对女孩的未来产生毁灭性影响，并对健康和营养、经济成長和许多其他成果产生代际方面的後座力。

### 惡化的家庭暴力和逼婚情況
疫情封鎖期間，少女特别容易遭受家庭暴力、网络霸凌和性暴力，因为疫情的封锁使家庭暴力惡化。例如，據報在法国，家庭暴力案件增加了 30%。初步估計顯示，COVID-19 危機可能在未来十年内導致將近 1300 萬起童婚，並且每增加三个月的封鎖，就会導致 1500 萬起性别暴力案件。 

### 综合性教育面臨風險
在几内亚、利比里亚和塞拉利昂，2014 年至 2016 年的埃博拉危机导致孕产妇死亡率上升 75%，主要原因是少女懷孕和意外怀孕。 某些情况下，COVID-19 危机可能会產生類似後果。
永續发展目标（可持续发展目标 3、4 和 5）的監控框架標示出綜合性教育的重要性。根据联合国的说法，綜合性教育是“一个以课程为基础的教學過程，與性的认知、情感、身体和社会方面有關。綜合性教育是為了向儿童和青少年提供知识、技能、态度和价值观，使他们能够：实现他们的健康、福祉和尊严；发展相互尊重的社会關係和性关系；考虑他们的选择如何影响他们自己和他人的福祉；在他們的生命中，了解并确保保护自己的权利”。

## 建議
在危机和脆弱性的情況下，“北京+25：世代平等始于少女教育”報告（法国国际计划、法国的欧洲事務和外交部與联合国教科文组织，2020 年）提出建议，此建議針對與少女教育的政策和方案所有相關人，大致上來說，建議推動以性别平等和永續发展為目标的措施。
这些建议將少女面临的具体情况和风险納入考量，包括永久辍学和 COVID-19 健康危机使暴力惡化的风险：
- 為了更有效回應女孩的具體教育需求，以及确保女孩和男孩上学或返回學校，應促進人道主义者和发展利益相關人之间的合作夥伴关系，使他们在學校裡安全有保障，且有良好的学习条件。[1]

- 收集有关 COVID-19 按性别和年龄分类的数据，包含發生率、发病率和死亡率；与学校合作制定和实施行动计划，让女孩重返校园并评估国家因應计划。[1]

- 学校停课的情况下，使用简单和先进的技术引進远距教學解决方案，以确保教育的连续性，而非增加少女教育既存的差距，包括技术技能和數位落差。[1]